# Grip Games
Grip Games je české vývojářské studio soustřeďující se na tvorbu her pro konzole PlayStation. Nejúspěšnějšími tituly studia jsou Foosball 2012 a One Epic Game, které vyšlo i pro mobilní zařízení.

## Vytvořené hry
- 2010 - 5-in-1 Arcade Hits - kompilace pěti různých her.
- 2011 - One Epic Game - akční arkáda. Hra vyšla i pro mobilní zařízení.
- 2013 - Atomic Ninjas - 2,5D akční plošinovka zaměřená na multiplayer.[4]
- 2014 - Jet Car Stunts - Závodní hra a remake hry od studia True Axis.[5]
- 2015 - Unmechanical: Extended - Rozšířená verze hry Unmechanical od Talawa Games.
- 2015 - Tower of Guns - Roguelike first person střílečka.

## Vydané hry
- 2010 - Blimp: The Flying Adventures - akční arkáda v níž hráč ovládá vzducholoď. Vytvořilo Craneballs Studios.
- 2011 - MiniSquadron - 2D střílečka v níž hráč ovládá letadlo. Vytvořilo Supermono Studios.
- 2011 - The Impossible Game - logická hra. Vytvořil FlukeDude.
- 2012 - Foosball 2012 - stolní fotbal. Vytvořilo 3Division.